# Siêu cúp bóng đá Việt Nam 2004
Siêu cúp Bóng đá Quốc gia 2004 là trận đấu bóng đá lần thứ 6 của Siêu cúp bóng đá Việt Nam do Liên đoàn bóng đá Việt Nam (VFF) phối hợp với báo Tiền Phong tổ chức. Trận đấu diễn ra vào ngày 23 tháng 1 năm 2005 trên sân vận động Lạch Tray thuộc thành phố Hải Phòng, và là cuộc đối đầu giữa hai câu lạc bộ đã chạm trán trong trận siêu cúp trước đó: Hoàng Anh Gia Lai (đội vô địch Giải bóng đá vô địch quốc gia 2004) và Hoa Lâm Bình Định (đội vô địch Giải bóng đá Cúp Quốc gia 2004).
Hoàng Anh Gia Lai đã một lần nữa đánh bại Hoa Lâm Bình Định với tỷ số 3–1, qua đó giành chức vô địch lần thứ hai liên tiếp. Cầu thủ mở tỷ số trận đấu là tiền đạo người Thái Dusit Chalermsan của Hoàng Anh Gia Lai, trong khi người đồng hương Kiatisuk Senamuang cũng của Hoàng Anh Gia Lai nhận danh hiệu cầu thủ xuất sắc nhất trận đấu.

## Thông tin trước trận đấu
Điểm khác biệt của Siêu Cúp lần thứ 6 là chỉ thi đấu một trận (không đá lượt đi, về như giải lần thứ 3 và 5) và diễn ra trên sân trung lập (Sân vân động Lạch Tray, Hải Phòng).
Mặc dù giải năm nay không có nhà tài trợ chính, nhưng giải thưởng không hề thấp khi đội Vô địch sẽ được nhận 150 triệu đồng, cùng Cúp, cờ...; đội thua được thưởng 70 triệu đồng. Ngoài ra, Ban Tổ chức sẽ trao các giải thưởng cá nhân như: Cầu thủ ghi bàn thắng đầu tiên, Cầu thủ xuất sắc nhất trận đấu (do các phóng viên bầu chọn): 3 triệu đồng/giải.

## Chi tiết trân đấu
| Hoàng Anh Gia Lai                   | 3 – 1    | Hoa Lâm Bình Định |
| ----------------------------------- | -------- | ----------------- |
| Dusit 11' · Nguyễn Văn Đàn 21', 23' | Chi tiết | Worrawoot 90'     |

| HOÀNG ANH GIA LAI: |
| Huấn luyện viên:   |
| Huỳnh Văn Ảnh      |

| BÌNH ĐỊNH         |
| Cầu thủ dự bị:    |
| Cầu thủ dự bị:    |
| Huấn luyện viên:  |
| Arjharn Songamsak |

| THÔNG TIN TRẬN ĐẤU ĐIỀU HÀNH TRẬN ĐẤU - Giám sát trận đấu: - Giám sát trọng tài: - Trợ lý trọng tài 1: - Trợ lý trọng tài 2: - Trọng tài thứ tư: | Quy định trận đấu - 90 phút. - 30 phút hai hiệp phụ nếu cần thiết. - Đá luân lưu nếu tỷ số vẫn hòa. - Mỗi đội được đăng ký 25 cầu thủ, trong đó có 5 cầu thủ ngoại và ra sân cùng lúc tối đa 3. - Được thay tối đa 3 cầu thủ. |

| Siêu cúp bóng đá Việt Nam năm 2004 Nhà vô địch |
| ---------------------------------------------- |
| Hoàng Anh Gia Lai Vô địch lần thứ hai          |